# Eucrostes astigmatica
Eucrostes astigmatica là một loài bướm đêm trong họ Geometridae.